# Bertrand Ndongo
Yves Bertrand Ndongo Meye (Camerún, c. 1990) es un polemista camerunés residente en España, afiliado al partido político Vox y fue asesor de la expolítica Rocío Monasterio. En España, Ndongo es conocido por sus frecuentes declaraciones polémicas en Twitter y otras redes sociales. Dada su ascendencia subsahariana, se autodenomina «El Negro de Vox», apodo que también han empleado los medios de comunicación para referirse a él. También publica entrevistas y reportajes en redes para Periodista Digital.

## Biografía
Bertrand Ndongo nació en Camerún en torno a 1990. Es hijo de un ciudadano camerunés acomodado y con estudios, que trabajaba para UNICEF. Cuando tenía 5 años, su madre se separó de su padre debido a la poligamia de este último. Por ello, fueron los parientes de Ndongo quienes se hicieron cargo de su crianza, aunque también pasó algún tiempo bajo la tutela de diversas instituciones eclesiásticas. Posteriormente, Ndongo conoció en Gabón a una misionera española, con la que inició una relación sentimental. A la edad de 20 años, en 2010, se trasladó a España con su pareja embarazada y comenzó a trabajar como limpiador en Alcorcón, donde llegó a ascender a gerente de la empresa. A fecha de 2019, era padre de tres hijos.
En Madrid, Ndongo ha jugado en varios clubes de fútbol regionales, en la posición de defensa y luciendo «Bertrand» en su camiseta. Durante la temporada 2013/14, jugó en el C.D.E. Amistad Blues Boys de Alcorcón; en la temporada 2016/17, en el C.F. Hogar 70; y en la temporada 2018/19, en el C.D.E. Amistad Alcorcón "B".
Ya en España, Ndongo se afilió a Vox porque consideraba que este partido tenía opiniones francas, similares a sus propios valores. En materia de migraciones, es partidario de limitar la inmigración a España y de bloquear la inmigración irregular. Debido a su ascendencia subsahariana, se autodenomina «El Negro de Vox», apodo con el que algunos medios de comunicación también se han referido a él.
En diciembre de 2019 Ndongo, que había acumulado seguidores en YouTube, se convirtió en asesor de Rocío Monasterio, líder de Vox en la Comunidad de Madrid. Ese mismo mes, criticó la falta de «huevos» del rey Felipe VI de España, por haber pronunciado este un discurso navideño en el que pedía que España no cayera en los «extremos del pasado»; las declaraciones de Ndongo diferían mucho de la postura oficial de Vox.
También en diciembre de 2019, Ndongo fue noticia por su reacción a la violación grupal de una menor de edad por parte de varios jugadores del equipo de fútbol español Arandina CF. En alusión a la adolescente violada, Ndongo escribió en Twitter que «Estas chicas consumen alcohol, fuman y suben a Instagram fotos de sus culos y sus tangas, pero cuando luego pasan cosas las llamamos menores», además de afirmar que «Hoy me he levantado con la sensación de que cualquier mujer puede meter a mis hijos en la basura absoluta y arruinarles la vida cuando a ella le dé la gana». Asimismo, subió un audio de la víctima a Twitter. Por este motivo, fue investigado en 2021 por la Agencia Española de Protección de Datos (AEPD).
En enero de 2020, Ndongo criticó al futbolista hispano-ghanés Iñaki Williams, quien se quejó de haber recibido insultos racistas. En respuesta a estas quejas, Ndongo afirmó que ser llamado «negro» no era un insulto racista, además de recalcar que Williams podía «vivir como un blanco» gracias al sacrificio de los negros que lucharon contra el racismo y por la igualdad de derechos.
En febrero de 2020 Ndongo fue suspendido de Twitter por unos vídeos en los que decía que las mujeres de izquierdas estaban insatisfechas sexualmente porque carecían de hombres viriles en sus vidas. Nueve meses después, Twitter suspendió de nuevo su cuenta, por difundir noticias falsas en las que utilizaba una fotografía no relacionada de Argelia para implicar a personas árabes en el saqueo de una tienda Lacoste en Logroño.
En abril de 2021, Ndongo criticó duramente a Vox por su amenaza de deportar a Serigné Mbayé, diputado madrileño de Unidas Podemos nacido en Senegal y naturalizado como ciudadano español. En febrero de 2023, manifestó su malestar por la entrevista que Jordi Évole le hizo en La Sexta a la exmilitante de Vox Macarena Olona, quien aprovechó la ocasión para mostrarse crítica con su antiguo partido. A fin de rebatir las críticas de Olona, Ndongo conminó a Jordi Évole a no ser «racista» y a llevar «por primera vez a un negro» a su programa.
En 2021 fue investigado por publicar los audios de una menor de 15 años que fue violada por dos jugadores de la Arandina Club de Fútbol.
En 2022 Ndongo ejerció como periodista independiente y militante en Vox, desde su propia web La cosa está muy negra y otras redes sociales como YouTube, Twitter y Facebook.
En mayo de 2023 Twitter volvió a suspender la cuenta de Ndongo, esta vez por mofarse del político español Pablo Echenique. Concretamente, Ndongo se burló de la discapacidad de Echenique, recriminándole que tachase a la derecha española de «vagos» cuando él mismo no podía «sacarse la picha para mear».
En febrero de 2024 apoyó a Dani Alves, que acababa de ser condenado por violación, acusando a las mujeres por cómo van vestidas.

## Actitudes violentas
- El 19 de septiembre de 2022 el portal Spanish Revolution aseguró que Ndongo agredió a participantes de una manifestación en la Universidad de Granada.[21] Ndongo fue reducido por la Policía Nacional y acusado de desacato y actitud violenta.[22]

- El 13 de mayo de 2025 la Asociación de Periodistas Parlamentarios rechazó "de manera contundente" al camerunés, al continuar "alterando o impidiendo" el funcionamiento normal de las ruedas de prensa y "distorsiona" el derecho a recabar y trasmitir información veraz.[23] El 20 de mayo, el Congreso de los Diputados comenzó a reformar el reglamento para establecer unas reglas de convivencia y que los medios de comunicación pudiesen trabajar "en función de criterios deontológicos y de respeto".[24]

- El 21 de mayo de 2025, Antonio Maestre denunció a la policía a Bertrand Ndongo por impedir el acceso al Palacio de las Cortes, sede del Congreso, mediante empujones e insultos.[25] El mismo día acosaba por X a la periodista Sarah Santaolalla al afirmar que "Si la tetona [en referencia a la periodista] y su novio quieren un trío con conmigo, solo tienen que pedirlo ehhh, no hace falta estar horas hablando de mí en su mierda de programa. Si necesitáis ayuda, pedidla". Ante la respuesta en la misma red social de la periodista Ndongo concluyó contestando "Ni tu botox ni tu silicona. Eres demasiado tonta para mi gusto. No te toco ni con el chorro del pis".[26]

## Campaña de desinformación en la DANA
- El 3 de noviembre de 2024, intentó manipular a la opinión pública a través de su cuenta en X al afirmar que 700 tickets del estacionamiento subterráneo del centro comercial Bonaire de Valencia aún no habían salido del estacionamiento durante las inundaciones de la DANA de 2024.[27] El estacionamiento del centro commercial no usaba sistema de tickets y el intento de desinformación de Ndongo fue rápidamente desarticulado por medios de información.[28]